# Robert S. Vessey

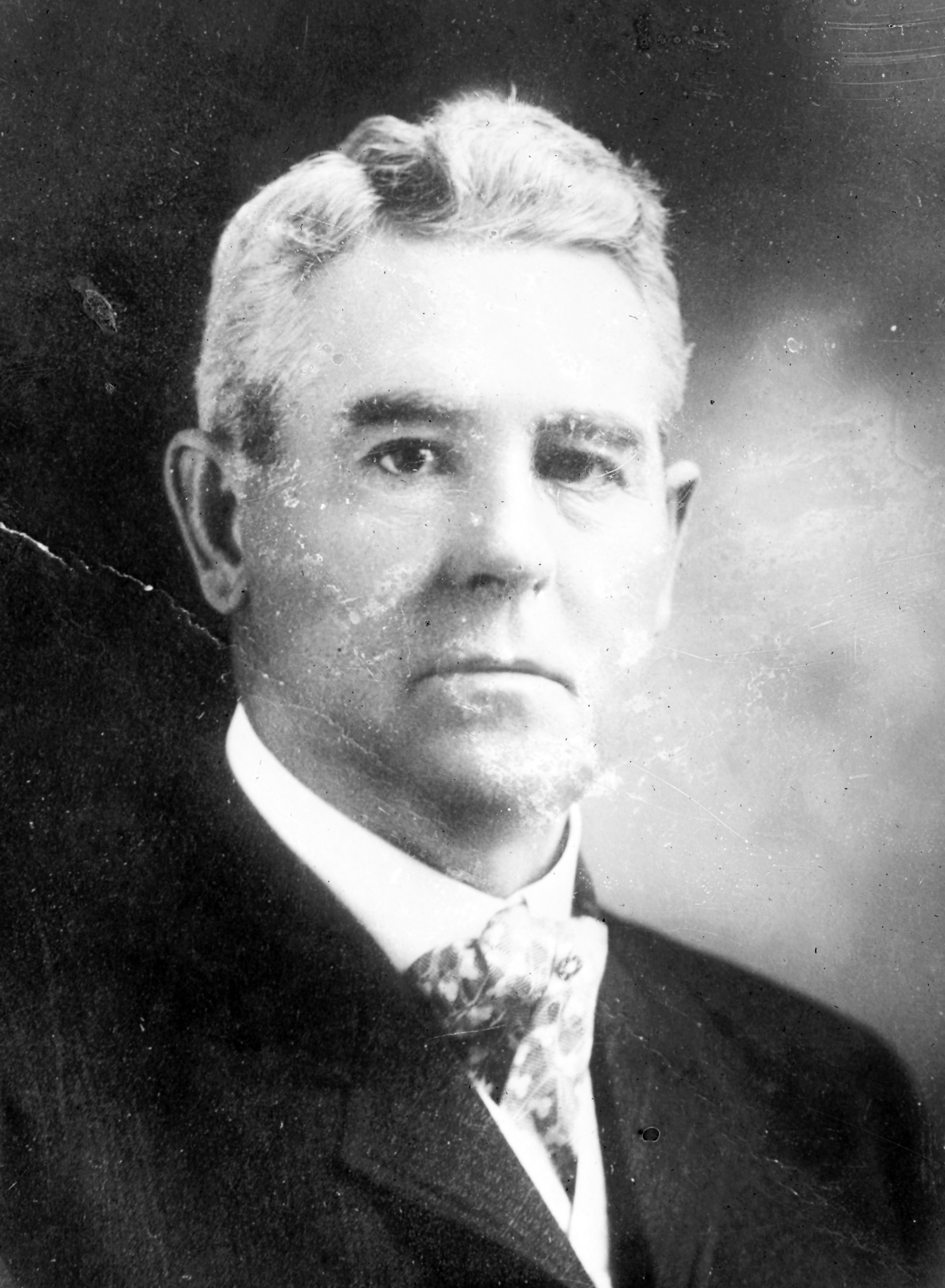
Robert S. Vessey.

Robert Scadden Vessey, född 16 maj 1858 i Oshkosh, Wisconsin, död 18 oktober 1929 i Pasadena, Kalifornien, var en amerikansk republikansk politiker. Han var den 7:e guvernören i delstaten South Dakota 1909-1913.
Fadern Charles Vessey var predikant och modern Elizabeth Jane Vessey var invandrare från England. Han var uppvuxen i Winnebago County, Wisconsin. Vessey gifte sig 27 augusti 1882 med Florence Albert. Paret fick fyra barn.
Vessey var ledamot av delstatens senat i South Dakota 1905-1908 innan han valdes till guvernör. Han omvaldes 1910.
Vessey var metodist.